# Илова (Кутина)
Илова је насељено место у саставу Града Кутине, у Мославини, Хрватска.

## Становништво
На попису становништва 2011. године, Илова је имала 821 становника.

## Попис1991.
На попису становништва 1991. године, насељено место Илова је имало 833 становника, следећег националног састава:
| Попис 1991.‍  | Попис 1991.‍  | Попис 1991.‍ | Попис 1991.‍ | Попис 1991.‍ |
| ------------ | ------------ | ----------- | ----------- | ----------- |
|              |              |             |             |             |
| Хрвати       | Хрвати       |             | 778         | 93,39%      |
| Срби         | Срби         |             | 18          | 2,16%       |
| Југословени  | Југословени  |             | 6           | 0,72%       |
| Муслимани    | Муслимани    |             | 4           | 0,48%       |
| Италијани    | Италијани    |             | 3           | 0,36%       |
| Мађари       | Мађари       |             | 1           | 0,12%       |
| Украјинци    | Украјинци    |             | 1           | 0,12%       |
| неопредељени | неопредељени |             | 6           | 0,72%       |
| непознато    | непознато    |             | 16          | 1,92%       |
| укупно: 833  |              |             |             |             |